# Wilfried Böhm
Wilfried Böhm (* 9. Februar 1934 in Kassel) ist ein deutscher Volkswirt und Politiker (CDU).

## Leben und Beruf
Böhm wurde als Sohn eines Angestellten in Kassel geboren. Nach dem Besuch der Volksschule in Kassel und von 1944 bis 1950 der Oberschule in Mühlhausen/Thüringen, der Rückkehr nach Kassel und dem Abitur 1954 am Realgymnasium nahm Böhm ein Studium der Volkswirtschaftslehre an der Ludwig-Maximilians-Universität München und der Philipps-Universität Marburg auf, das er 1958 mit der Prüfung zum Diplom-Volkswirt beendete. Anschließend war er bis 1964 als Außenstellenleiter des Deutschen Bundesstudentenrings beim Bundesnotaufnahmeverfahren in den Flüchtlingslagern Friedland, Gießen und Uelzen bei der Eingliederung und Beratung von aus der DDR geflüchteten Lehrern, Studenten und Abiturienten tätig.
Böhm war von 1964 bis 1967 Leiter des Amtes für Wirtschaftsförderung, Presse und Statistik beim Magistrat der Stadt Fulda. Außerdem fungierte er als hessischer Landesvorsitzender des Vereins für das Deutschtum im Ausland (VDA) sowie als Vorsitzender der Stiftung Deutschlandlied. Von 1994 bis 1997 war er Vorstandsvorsitzender der rechtskonservativen Deutschland-Stiftung. Seit 1950 gehört er der Europa-Union Deutschland an.

## Partei
Böhm trat 1959 der CDU bei, schloss sich der Jungen Union (JU) an und war von 1962 bis 1967 Bezirksvorsitzender der JU Nordhessen. Später wurde er zum stellvertretenden Vorsitzenden der nordhessischen Christdemokraten gewählt. Er war Mitbegründer des von 1992 bis 2003 bestehenden Christlich-Konservativen Deutschland-Forums innerhalb der CDU.

## Abgeordneter
Böhm war von 1960 bis 1964 Stadtverordneter der Stadt Kassel. Er wurde 1968 in den Kreistag des Kreises Melsungen gewählt und war nach der Gebietsreform von 1974 bis 1981 Kreistagsmitglied des Schwalm-Eder-Kreises. In beiden kommunalen Vertretungen war er Vorsitzender der CDU-Fraktion. Von 1966 bis zu seiner Mandatsniederlegung am 5. Dezember 1972 war er Mitglied des hessischen Landtags, von 2002 bis 2006 Mitglied der Stadtverordnetenversammlung in Melsungen.
Böhm wurde bei der Bundestagswahl 1972 über die Landesliste der CDU Hessen in den Deutschen Bundestag gewählt, dem er bis 1994 angehörte. Er kandidierte sechsmal im Wahlkreis Hersfeld. Im Bundestag war er Mitglied im Auswärtigen Ausschuss, im Ausschuss für innerdeutsche Beziehungen (Deutschlandpolitik) und Vorsitzender des Unterausschusses Zonenrandförderung. 1964, 1979 und 1984 war er Mitglied der Bundesversammlung.
Von 1977 bis 2005 gehörte er der Parlamentarischen Versammlung des Europarates in Straßburg an. Hier war er sechs Jahre Vorsitzender des Ausschusses für Bevölkerung und Flüchtlinge und von 1989 bis 1995 stellv. Fraktionsvorsitzender der Europäischen Volkspartei (EVP).
Außerdem war Böhm von 1977 bis 1995 Mitglied der Versammlung Westeuropäische Union (WEU).
Seit 2005 ist er Ehrenmitglied der Parlamentarischen Versammlung des Europarates. In dieser Eigenschaft verleiht er im Auftrag des Europarates Ehrenfahnen und Ehrenplaketten an europäische Städte, die sich um Städtepartnerschaften verdient gemacht haben und so das Zusammenleben der Bürger in Europa zur Realität werden lassen. Böhm verlieh solche Auszeichnungen über fünfzigmal, davon mehr als die Hälfte an Städte in Polen.

## Auszeichnungen
- 1979: Bundesverdienstkreuz am Bande
- 1986: Bundesverdienstkreuz 1. Klasse
- 1996: Hessischer Verdienstorden
- 2005: Ehrenmitglied der Parlamentarischen Versammlung des Europarates